# Holomètre (Fermilab)

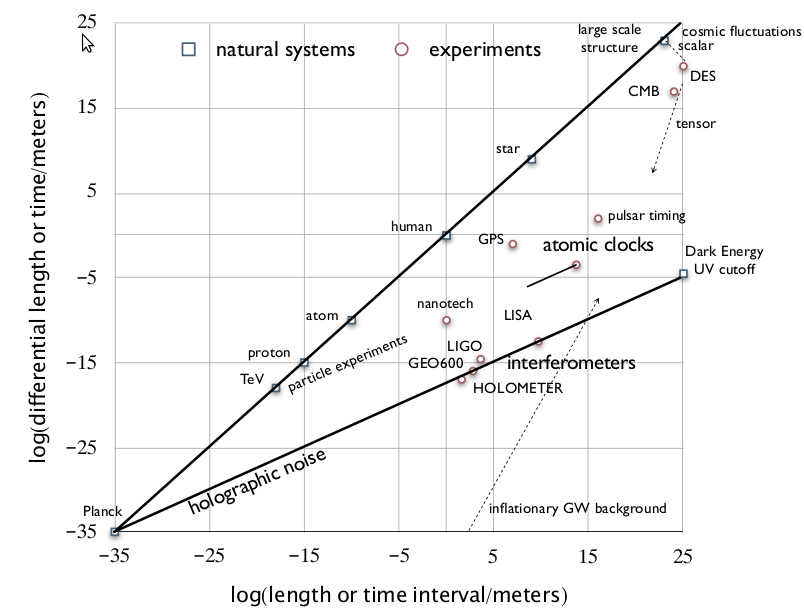
Sensibilité de diverses expériences aux fluctuations de l'espace et du temps. L'axe horizontal est le logarithme de la taille de l'appareil en mètres; l'axe vertical est le logarithme de la moyenne quadratique de l'amplitude des fluctuations dans les mêmes unités.

Pour les articles homonymes, voir Holomètre.
L'holomètre du Fermilab dans l'Illinois est censé être l'interféromètre laser le plus sensible au monde, surpassant le GEO600 et le LIGO. Théoriquement, il est capable de détecter les fluctuations holographiques de l'espace-temps,,.
Selon le directeur du projet, l'holomètre devrait être capable de détecter les fluctuations à la lumière d'un seul attomètre (10−18 mètre), atteignant ou dépassant la sensibilité requise pour détecter les plus petites unités de l'univers, les unités de Planck. Fermilab déclare : « Tout le monde connaît aujourd'hui les images floues et pixellisées, ou le bruit de fond de la transmission du son, associés à une bande passante internet médiocre. L'holomètre cherche à détecter le flou ou le bruit équivalent dans la réalité elle-même, associé à la limite de fréquence ultime imposée par la nature ».
Craig Hogan, astrophysicien des particules au Fermilab, déclare à propos de l’expérience : 
« What we’re looking for is when the lasers lose step with each other. We’re trying to detect the smallest unit in the universe. This is really great fun, a sort of old-fashioned physics experiment where you don’t know what the result will be. »
« Ce que nous recherchons, c’est lorsque les lasers se perdent mutuellement. Nous essayons de détecter la plus petite unité de l'univers. C’est vraiment très amusant, une sorte d’expérience physique à l’ancienne où vous ne savez pas quel sera le résultat. »
Le physicien expérimental Hartmut Grote de l'Institut Max-Planck de physique gravitationnelle en Allemagne déclare que, même s'il est sceptique quant à la capacité de l'appareil à détecter avec succès les fluctuations holographiques, si l'expérience réussissait, cela aurait un impact très fort sur l'une des questions les plus ouvertes de physique fondamentale : « Ce serait la première preuve que l'espace-temps, le tissu même de l'univers, est quantique ».
En 2014, l'holomètre a commencé à collecter des données permettant de déterminer si l'univers est conforme au principe holographique. L'hypothèse selon laquelle le bruit holographique peut être observé de cette manière a été critiquée au motif que le cadre théorique utilisé pour dériver le bruit violait l'invariance de Lorentz. La violation de l'invariance de Lorentz est cependant déjà très fortement sujette à des réserves, un problème qui a été abordé de manière très insatisfaisante dans le traitement mathématique.
L'holomètre du Fermilab a également montré d'autres utilisations que l'étude des fluctuations holographiques de l'espace-temps. Il a montré des réserves sur l'existence des ondes gravitationnelles à haute fréquence et des trous noirs primordiaux.

## Description expérimentale
L'holomètre se compose de deux interféromètres de Michelson à recyclage de puissance, indépendants et isolés, dont les sorties sont en corrélation croisée à 25 MHz, similaires aux instruments du LIGO. Les interféromètres pourront être exploités dans deux configurations spatiales appelées "imbriquées" et "dos à dos". Selon l'hypothèse de Hogan, dans la configuration imbriquée, les diviseurs de faisceaux des interféromètres devraient sembler errer l'un par rapport à l'autre (c'est-à-dire que l'errance devrait être "corrélée"); à l'inverse, dans la configuration dos à dos, toute errance des diviseurs de faisceaux devrait être décorrélée. La présence ou l'absence de l'effet errant corrélé dans chaque configuration peut être déterminée par corrélation croisée des sorties des interféromètres.
En août 2014, l'expérience est partie pour une année de collecte de données. Un article de Craig Hogan sur le projet intitulé "Now Broadcasting in Planck Definition" se termine par la déclaration « Nous ne savons pas ce que nous allons trouver ». 
Un nouveau résultat de l'expérience publié le 3 décembre 2015, après une année de collecte de données, a écarté la théorie de Hogan d'un univers pixélisé à un haut degré de signification statistique (4,6 sigma). L'étude a révélé que l'espace-temps n'est pas quantifiable à l'échelle mesurée.